# August von Seltzer
August Rudolf Wilhelm von Seltzer (* 1811; † 1877) ab 1867 mit dem Beinamen Stahn,  war ein preußischer Verwaltungsjurist.

## Leben
Seltzer begann seinen beruflichen Werdegang im Jahr 1835 als Regierungsreferendar in Königsberg (Preußen) und wirkte dort ab 1839 als Regierungsassessor. Dann war er in Friedeberg/Nm. tätig und wirkte seit 1847 als Regierungsrat in der Regierung Gumbinnen. Von 1852 bis 1856 amtierte August von Seltzer als Polizeidirektor in Elbing. Ab 1856 war er als Oberregierungsrat in Posen beschäftigt und seit 1867 in Bromberg. Dort vertrat er zweimal den erkrankten Regierungspräsidenten (1874). 1876 wurde Seltzer a. D. gestellt.

## Auszeichnungen
- Roter Adlerorden, II. Klasse